# Inés Palou
Inés Palou (Agramunt, 1923 - Gélida, 1975) fue una novelista española de la generación de la posguerra española, autora de dos novelas, Carne apaleada y Operación dulce. También escribió en la publicación penitenciaria Redención. 

## Biografía
Nació el 6 de mayo de 1923 en Agramunt, Lérida, en una familia acomodada y provinciana. Cuando en la empresa en la que trabajaba hubo una serie de desfalcos, el nuevo dueño denunció a una serie de personas, entre las cuales se encontraba Palou, por un delito de estafa. Tras siete años de litigio, Palou fue condenada en firme a nueve meses de reclusión mayor e ingresó en la prisión de Lérida. Ahí se enamoró de una de las reclusas, Senta, un evento que marcó su vida. En 1973, ya en libertad, Palou fue detenida de nuevo por realizar una compra con un cheque sin fondos. Ante la posibilidad de ingresar nuevamente en prisión, decidió suicidarse arrojándose a las vías de un tren. 
El cruento desenlace de la vida de la escritora impulsó la adaptación al cine de su primera novela, Carne apaleada (Dir. Javier Aguirre Fernández, 1978), cuyo final recrea su última y extrema decisión. Antes de suicidarse, envió una carta a José Manuel Lara diciéndole que "le ofrezco en bandeja de plata el éxito para el próximo Planeta". Legó su dinero a la hija de su novia. 

## Obras
- Carne apaleada (Barcelona: Planeta, 1975).
- Operación Dulce (Barcelona: Planeta, 1975).